# Война гоботов
Война́ го́ботов (англ. Challenge of the GoBots, также известный как «Mighty Machine Men»; другой вариант перевода — «Вызов гоботов») — американский мультсериал производства студии «Ханна-Барбера», основанный на линии соответствующих игрушек, выпускавшихся фирмой «Tonka». Большинство игрушек импортировались от японской компании-производителя линейки игрушек «Machine Robo».
Первоначально Гоботы дебютировали в виде анимационного пятисерийного мини-сериала, который вышел в эфир 8 сентября — 2 ноября 1984 года. Очередные серии вышли в следующем году, их премьера состоялась 16 сентября 1985 года. Позднее сериал был повторно выпущен на USA Cartoon Express.
Линейка игрушек и мультсериал о гоботах появились практически параллельно с соответствующей продукцией о трансформерах — аналогичных по своей сути фантастических существах-роботах.
В 1991 году компания «Hasbro», владеющая правами на трансформеров, приобрела фирму «Tonka», создателя гоботов. Вместе с тем права на игрушки-гоботы, мультсериал «Война гоботов» и его персонажей распределились среди нескольких владельцев.
На данный момент на рынке отсутствуют какая-либо новая продукция, непосредственно связанная с гоботами. «Hasbro» использовала образы некоторых персонажей «Войны гоботов» во вселенной трансформеров, но под другими именами и с изменённым внешним видом.

## Сюжет и мир
В сериале показано противостояние расы «живых» машин друг с другом, при попытках одних («Ренегаты») захватить власть над всем миром. Попыткам поставить всё и вся под контроль также активно противостоят люди, помогая группе гуманных гоботов — так называемым «Стражам».
Стражи, как и Ренегаты, являются представителями одной расы — расы гоботов — высокоинтеллектуальных «живых» машин, населяющих родную для них планету «Гоботрон».
В далёкие времена Гоботрон был обитаемой планетой, населённой человекоподобными существами. Со временем наиболее жаждущие власти гоботронцы стали террористами, известными как Ренегаты, а их предводитель — как Главный Ренегат. Одна из атак Ренегатов привела к катастрофе, которая неминуемо уничтожила бы жизнь на Гоботроне. Однако учёный, известный как Последний Инженер, нашёл способ спасти своих собратьев, создав для них механические тела гоботов. Главный Ренегат и Последний Инженер — последние гоботронцы, не поместившие своё сознание в тела гоботов.
Гоботы представляют собой подобие роботов, способных превращаться в различные виды транспортных средств, например, самолёты, автомобили, вертолёты, мотоциклы, танки, мотороллеры и т. п. Их способности во многом аналогичны более известным в массовой культуре роботам-трансформерам.
Гоботы оснащены лучевым оружием и ракетами. Также используются космические корабли — «Трастеры» Ренегатов и командные центры Стражей. Штаб Ренегатов находится на флагмане их космического флота — «Блуждающей Звезде», часто озвученной как «Роковая Звезда» (англ. The Roguestar).

## Список серий
1. Битва за Гоботрон (англ. Battle for Gobotron)
2. Цель — Земля (англ. Target - Earth)
3. Завоевание Земли (англ. Conquest of Earth)
4. Привязанный к Земле (англ. Earth Bound)
5. Последний конфликт (англ. The Final Conflict)
6. Это мысль, которая подсчитывает (англ. It’s The Thought That Counts)
7. Союз предателей (англ. Renegade Alliance)
8. Время войн (англ. Time Wars)
9. Ужасы Атлентиды (англ. Terror In Atlantis)
10. Тройная угроза Трайдента (англ. Trident’s Triple Threat)
11. Lost On Gobotron (Потерянные в Гоботронии)
12. Cy-Kill’s Shrinking Ray (Хитроумная западня Сай-Килла)
13. The Quest For The Rogue-Star (В поисках Роковой Звезды)
14. Ultra Zod (Ультра Зод)
15. Sentinel (Часовой)
16. Cy-Kill’s Cataclysmic Trap (Сай-Килл — катастрофическая ловушка)
17. Speed Is Of The Essence (Скорость — вот самое главное)
18. Genius And Son (Гений и его сын)
19. Dawn World
20. Pacific Overtures
21. Forced Alliance (Вынужденный союз)
22. Invasion From The 21st Level (Part 1) (Вторжение с 21 уровня, часть 1)
23. Invasion From The 21st Level (Part 2) (Вторжение с 21 уровня, часть 2)
24. Doppleganger (Двойники)
25. Scooter Enhanced (Модернизированный Скутер)
26. Cold Spell (Холодная пора)
27. Crime Wave (Волна преступности)
28. Auto Madic (Сумасшедший автомобиль)
29. Renegade Rampage (Part 1) (Разгул Ренегатов, часть 1)
30. Renegade Rampage (Part 2) (Разгул Ренегатов, часть 2)
31. Search For The Ancient Gobonauts (Поиск древних Гобонавтов)
32. Gameworld (Галактическая олимпиада)
33. Wolf In The Fold (Волк в овечьей шкуре)
34. Depth Charge
35. Transfort Point
36. Steamer’s Defection
37. The GoBot Who Cried Renegade (Гобот, который создал Ренегатов)
38. The Seer (Провидец)
39. Whiz Kid (Вундеркинд)
40. Ring Of Fire (Огненное кольцо)
41. Cy-Kills Escape (Part 1 of 5 «The Gobotron Saga» mini-series) (Бегство Сай-Килла)
42. Quest For The Creator (Part 2 of 5 «The Gobotron Saga» mini-series) (В поисках создателя)
43. The Fall Of Gobotron (Part 3 of 5 «The Gobotron Saga» mini-series) (Падение Гоботрона)
44. Flight To Earth (Part 4 of 5 «The Gobotron Saga» mini-series) (Полёт на Землю)
45. Return To Gobotron (Part 5 of 5 «The Gobotron Saga» mini-series) (Возвращение на Гоботрон)
46. Element Of Doom (Элемент смерти)
47. Destroy All Guardians (Уничтожить всех «Стражей»)
48. Escape From Elba (Побег с Эльбы)
49. Fitor To The Finish (Несгибаемый Файтор)
50. Clutch Of Doom (Когти смерти)
51. The Third Column (Третья колонна)
52. A New Suit For Leader 1 (Новый костюм для «Первого»)
53. Renegade Carnival (Карнавал «Ренегатов»)
54. The Gift (Подарок)
55. Nova Beam
56. The Last Magic Man (Последний волшебник)
57. Braxis Goes Bonkers (Браксис спятил)
58. Inside Job (В работе)
59. Element Of Danger (Элемент опасности)
60. Mission Gobotron (Задание — Гоботрон)
61. Et Tu Cy-Kill?
62. The GoBots That Time Forgot (Гоботы, которых время забыло)
63. The Secret Of Hailey’s Comet (Тайна кометы Галлея)
64. Guardian Academy (Академия Стражей)
65. Quest For New Earth (В поисках Новой Земли)

Серии 1—5 составляют мини-сериал «Battle For Gobotron». Пять серий «Cy-Kill’s Escape» — «Return to Gobotron» составляют второй мини-сериал — «The Gobotron Saga».

## Основные персонажи

### Люди
- Мэтт Хантер
- Ник Бёрнс
- Эллисон Янмория «A.J.» Фостер
- Аня Тургенева
- генерал Ньюкасл
- выживший создатель
- главный ренегат
- доктор Браксис

### Стражи
- Первый (Leader-1) — предводитель «Стражей», в форме машины — истребитель, созданный на базе McDonnell Douglas F-15 Eagle.
- Турбо (Turbo) — правая рука и весьма темпераментный помощник Первого, трансформируется в гоночный автомобиль.
- Скутер (Scooter) — интеллектуальный гобот, имеющий способности воспроизводить голограммы, трансформируется в мотороллер (скутер).
- Малыш (Small Foot) — гобот женского пола, трансформируется в пикап, созданный на базе Toyota Hilux.
- Вэнгард (Van Guard) — трансформируется в минивэн Dodge Caravan.
- Бластер (Blaster) — опытный воин Гоботрона, трансформируется в ракетный танк.
- Спасатель (Rest-Q) — один из лидеров стражей, трансформируется в автомобиль скорой помощи.
- Следопыт (Path Finder) — гобот женского пола, трансформируется в летающую тарелку.
- Водолаз (Dive-Dive) — гобот, трансформирующийся в субмарину.
- Дозер (Dozer) — крупный и сильный гобот, как и следует из его имени, трансформируется в строительный бульдозер с отвалом.
- Спарки (Sparky) — гобот женского пола, служивший охранником в лунной тюрьме Гоботрона, трансформируется в автомобиль Pontiac Fiero.
- Хитер (Heat Seeker) — боец и горячая голова, трансформируется в истребитель F-16 Fighting Falcon.
- Дорожный рейнджер (Road Ranger) — служит в командном центре Земли, трансформируется в грузовик-тягач.
- Ночной рейнджер (Night Ranger) — трансформируется в полицейский мотоцикл Harley Davidson Electra Glide.
- Наручник (Hans-Cuff) — трансформируется в патрульный полицейский автомобиль.
- Болт (Bolt) — эпизодический персонаж, появляющийся только в одном эпизоде — «Mission Gobotron», трансформируется в самолет Lockheed P-38 Lightning.
- Эйс (Ace) — эпизодический персонаж, трансформируется в самолет North American P-51 Mustang.
- Мото-сан (Moto-san) — эпизодический персонаж, трансформируется в мотоцикл Honda ATC 200.
- Флиптоп (Flip Top) — гобот-спасатель, трансформируется в морской вертолет, созданный на базе Kaman SH-2 Seasprite.
- Земон (Zeemon) — уважаемый и мудрый гобот, отвечающий за связь с Землей и научный сектор Гоботрона, трансформируется в автомобиль Datsun 260Z Fairlady-Z.
- Тредс (Treds) — эпизодический персонаж, трансформируется в танк M1 Abrams.
- Крутящийся (Twister) — эпизодический персонаж, трансформируется в вертолёт.
- Скрэтч (Scratch) — гобот, служащий в командном центре Земли, трансформируется в автомобиль Ford Bronco.
- Профессор Ван Джой (Professor Von Joy) — глава научной миссии гоботов-стражей, говорящий с лёгким немецким акцентом, трансформируется в автомобиль Porsche 930T.
- Трайтрэк (Tri-Trak) — гобот-страж, трансформируется в трицикл Honda ATC 200.
- Торк (Tork) — один из гоботов-стражей, трансформируется в джип Ford Ranger.
- Ронгвей (Wrong Way) — гобот-страж, трансформируется в вертолёт Hughes AH-64 Apache.
- Стакс (Staks)
- Спэйси (Spay-C)
- Defendor
- Good Knight
- Дарт (Dart)
- Royal-T
- Мач-3 (Mach-3)
- Воин (Man-of-War)
- Дроссель (Throttle)
- Стимер (Steamer)
- Street Heat
- Дампер (Dumper)
- Булзай (Bullseye)

### Ренегаты
- Сай-Килл (Cy-Kill) — предводитель Ренегатов, жестокий и коварный, не гнушается воспользоваться чьей-либо помощью для того, чтобы расправиться со своими врагами. Трансформируется в мотоцикл.
- Крушила (Crasher) — гобот женского пола, ближайший помощник Сай-Килла. Трансформируется в гоночную машину, созданную на базе Porsche 956. Очень опасная, такая же злобная, как и сам Сай-Килл. Может создавать землетрясение одним ударом ноги.
- Коптур (Cop-Tur) — трансформируется в вертолёт. В антропоморфном виде часто использует лопасти в качестве оружия.
- Локо (Loco) — гобот-локомотив (тепловоз), как следует из его имени.
- Файтор (Fitor) — гобот-истребитель.
- Танк (Tank) — весьма крупный и не отличающийся сообразительностью гобот, трансформируется в многоствольный танк.
- Скрухед (Screw Head) — наёмник Сай-Килла, трансформируется в бур-машину, способную передвигаться под землей с помощью огромного сверла.
- Разрушитель (Destroyer) — гобот-танк, созданный на базе немецкой боевой машины Leopard 2A4.
- Мухолов (Fly Trap) — грузовик-мусоровоз, как следует из его имени.
- Вамп (Vamp), Скорп (Scorp), Крипи (Creepy) — извращённые модификации гоботов, созданные Главным Ренегатом, его слуги и личная «гвардия» на планете Антарес-3. Позднее Вамп и Скорп переходят на сторону Сай-Килла.
- Пинчер (Pincher) — гобот, созданный Доктором Гоу для того, чтобы переманить на сторону Сай-Килла Скорпа и Вампа.

Из-за гротескного вида Вампа, Скорпа, Пинчера и Крипи остальные гоботы воспринимают их как отвратительных мутантов.
- Багзи (Bugsy) — гобот весьма своеобразного вида, трансформируется в боевую колесную машину.
- Мерзавец (Bad Boy) — наёмник Сай-Килла, трансформируется в штурмовик A-10 Thunderbolt.
- Доктор Гоу (Dr. Go) — один из умнейших ренегатов, трансформируется в автомобиль Porsche 928S.
- Багмэн (Buggyman) — гобот-багги, как следует из его имени.
- Джипер (Geeper-Creeper) — наёмник ренегатов, трансформируется в джип.
- Зеро (Zero) — один из первых ренегатов и сторонников Сай-Килла, трансформируется в японский истребитель времён Второй Мировой войны Mitsubishi A6M Zero-sen.
- Снуп (Snoop) — ренегат-шпион, трансформируется в самолёт-разведчик Lockheed SR-71 Blackbird.
- Шершень (Hornet) — трансформируется в звездолёт.
- Спойлер (Spoiler)
- Вымогатель (Stallion) — трансформируется в автомобиль Ford Mustang.
- Стингер (Жалящий) (Stinger) — эпизодический персонаж, вторая форма — автомобиль Chevrolet Stingray.
- Slicks — эпизодический персонаж, вторая форма — автомобиль Renault RE30.
- Глюк (Bug Bite) — эпизодический персонаж, вторая форма — автомобиль Volkswagen Beetle 1300 S.
- Ганнир (Gunnyr) — эпизодический персонаж, трансформируется в советский истребитель МиГ-21.
- Water Walk — гобот-гидроплан ренегатов.
- Скейлы (Scales) (в данном случае непереводимая игра вариантов перевода — «чешуя» и «накипь, окалина») — в отличие от остальных Гоботов, не имеет антропоморфной формы, представляет собой некое подобие огнедышащего ящера; используется Ренегатами для охоты на Стражей;
- Зод (Zod) — звероподобная тяжёлая техника Ренегатов (производимая на основе земной), применяемая для преследования и уничтожения Стражей. В эпизоде 4 Сай-Килл создаёт армию Зодов, в эпизоде 14 — усиленный вариант под названием «Ультра-Зод».
- Такс (Tux)
- Болван (Block Head)
- Sky-Jack
- Crain Brain
- Psycho
- Револьт (Re-Volt)
- Блэйдс (Blades)
- Хаос (Chaos)
- Трайтор (Traitor)
- Spoons
- Klaws

## Заметки
1. ↑  Руководящий режиссёр
2. ↑  Креативный продюсер (1 сезон)